# Стерликов, Анатолий Егорович
Анато́лий Его́рович Сте́рликов (род. 4 июля 1944) — русский советский писатель-натуралист.

## Биография
Родился 4 июля 1944 году в урочище Карабугут Джамбулской области на юго-востоке Казахской ССР.
Выпускник Ленинградского государственного университета им. А. А. Жданова.
Проходил действительную военную службу на флоте, был старшиной рейдового катера Краснознамённой Каспийской флотилии. Состоял в ВЛКСМ.
После демобилизации был корреспондентом журнала «Вокруг света», ездил с командировками по Советскому Союзу. Участвовал в экспедициях в Тянь-шане, по исследованию Печорского угольного бассейна, в гидрологической экспедиции по исследованию древней дельты Сырдарьи и других, странствовал по пустыне Муюнкум. Впечатления от увиденного вошли в книги «За синим барханом», «Камышовые странники», «Горит свеча в палатке», «Куширь болотная» и другие, многие из которых предназначены для детей и юношества. Публикуется в журналах «Наш современник», «Царское село», «Ленинградский вестник».
Член Союза писателей России.
В настоящее время свободное время посвящает путешествиям по лесным чащобам Вытегорщины.

## Общественная деятельность
В 2006—2008 был секретарём правления Союза писателей России и ответственным секретарём его Ленинградской областной организации.
Член КПРФ с 2005 года.
Сотрудничает с радиогазетой «Слово».
Активно выступает против нанесения вреда природе, автор очерков на экологическую тему.